# 国际非政府组织
国际非政府组织（简称INGO）是指国际范围独立于政府参与的非政府组织。国际非政府组织可以是私人慈善机构（例如卡内基基金会、洛克菲勒基金会、盖茨基金会和福特基金会），也可以是现有国际组织（例如天主教会或路德教会）的附属机构。